# 유전상담
유전상담(遺傳相談)은 유전병이나 유전자 검사결과를 바탕으로 가족계획과 위험 평가 등에 대한 상담을 하는 것으로 유전상담사(遺傳相談士)에 의해 수행된다.

## 같이 보기
- 유전간호(Genetics nursing)